# Combretum frangulifolium
Combretum frangulifolium là một loài thực vật có hoa trong họ Trâm bầu. Loài này được Kunth mô tả khoa học đầu tiên năm 1823.